# Promień biegunowy
Promień biegunowy – wielkość oznaczająca odległość między środkiem ciała a jego biegunem geograficznym. Różnica między promieniem biegunowym a równikowym jest zazwyczaj konsekwencją ruchu obrotowego ciała wokół własnej osi, którego wynikiem jest tzw. spłaszczenie.